# K. R. Gouri Amma
K. R. Gouri Amma (nacida Kalathilparambil Raman Gouriamma; Pattanakkad, Cherthala, 14 de julio de 1919-11 de mayo de 2021) fue una política india y la primera ministra de ingresos del Estado de Kerala. Fue una revolucionaria marxista, abogada, autora y diplomática. Fue también una de los dirigentes fundadores del movimiento Comunista en Kerala. Presidió el Janathipathiya Samrakshana Samithy (JSS), un partido político ubicado en Kerala.
Con anterioridad a la formación del JSS fue una prominente figura en el movimiento comunista en Kerala y la primera mujer estudiante de derecho que provenía de la comunidad Ezhava. Fue ministra en el gobierno comunista en Kerala en 1957, 1967, 1980 y 1987. También llegó a ser ministra en el gabinete del Congreso de 2001 a 2006. Mantuvo el récord por el segundo servicio más extenso en MLA en la Asamblea Legislativa de Kerala.

## Primeros años
Nació en el pueblo Pattanakkad, Cherthala en el distrito Alappuzha de Kerala como la séptima hija de Arumuriparambil Parvathiamma de Cheruparambil y Kalathilparambil Raman en una familia Ezhava aristócrata, Kalathilparambil - Arumuriparambil. Asistió a escuelas en Thuravoor y Cherthala y completó su educación universitaria en Maharaja y en la Universidad de Santa Teresa, ambos en Ernakulam. También recibió un grado de Leyes de la Universidad de Derecho del Gobierno, Thiruvananthapuram. Su padre fue su inspiración durante su vida y su familia le dio 132 acres de tierra al gobierno Kerala.

## Vida política
Fue elegida a la Asamblea Legislativa Travancore-Cochin en 1952 y 1954. En 1957 fue elegida a la Asamblea Legislativa de Kerala. Desde entonces ha sido continuamente elegida para la Asamblea Legislativa de Kerala en 1960, '67, '70, '82, '87, '91 y 2001 y sirvió como ministra en varios ministerios. Gouri Amma estuvo implicada con el Karshaka Sangham de Kerala desde 1960 a 1984. Fue también la dirigente del Mahila Sangham de Kerala desde 1967 a 1976.

### Vida política temprana
Fue una de los políticas de mayor tiempo de servicio en la política de Kerala. Bajo la influencia de su hermano mayor y líder de sindicato K. R. Sukumaran, se introdujo al vibrante mundo de la política en un momento en que las mujeres difícilmente se encontraban en política. Empezando su vida pública a través del sindicato y movimientos campesinos, Gouri fue encarcelada en varias ocasiones por participar en actividades políticas. Fue elegida al Consejo de la Asamblea Legislativa de Travancore en 1952 y 1954 con una mayoría agobiante en contra del MLA de aquel momento, P. K. Raman.

### Ministra en el primer ministerio del Estado de Kerala
Llegó a ser Ministra de Ingresos en el primer ministerio comunista en 1957, al mando de E. M. S. Namboodiripad. En ese mismo año, se casó con T. V. Thomas, un político prominente y también un ministro en el gobierno de EMS. En el primer ministerio comunista, K. R. Gouri Amma se desempeñó como ministra de Ingresos, Impuestos y Gastos desde abril de 1957 a julio de 1959.

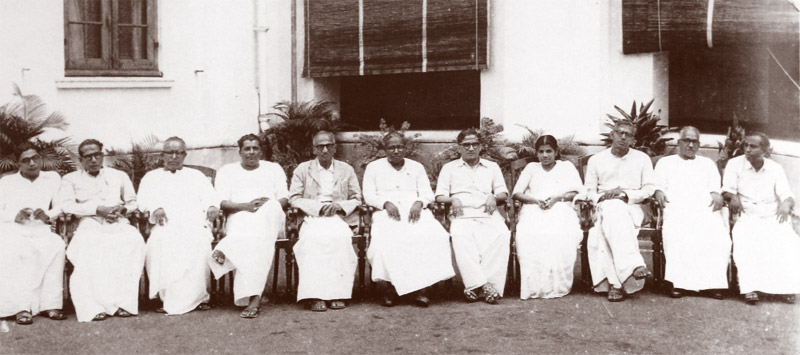
Consejo de Ministros (1957-'59)

Después de la ruptura del Partido Comunista en 1964, K. R. Gouri se unió al recientemente formado Nuevo Partido Comunista de India (marxista). Pero su marido, T. V. Thomas, se mantuvo en el Partido Comunista de India. Esto creó fisuras en su relación y pronto se separaron a causa de las diferencias en sus puntos de vista políticos.

### Reformas Agrícolas en Kerala
Las Reformas Agrícolas en Kerala fue uno de los logros más importantes de Gouri Amma. Fue ella quién pilotó las revolucionarias Reformas Agrarias para el Gobierno Comunista. Una de las primeras cosas que el Ministerio Comunista hizo fue promulgar un ordenanza prohibiendo desahucios de todos los inquilinos y "kudikidappukar" por todo el estado. En orden para que las Reformas Agrarias fueran comprensibles un decreto fue redactada y revisada por la ministra de Ingresos, K. R. Gouri Amma. El decreto buscaba conferir derechos de propiedad sobre la tierra a los inquilinos incluyendo granjeros y fijando un techo para la tierra que el dueño de esa tierra podría poseer. También hizo que las provisiones de las tierras se distribuyeran debido al superávit de los dueños más ricos hacia los más pobres. Los intereses establecidos reunidos alrededor de ellos por todas las clases de fuerzas reaccionarias, religiosas y comunales y lanzó la llamada 'Lucha de Liberación'. El Gobierno tuvo éxito en pasar el decreto de las Relaciones Agrarias a la Asamblea antes de que fuera disuelta, pero el decreto falló en conseguir el consentimiento del Presidente.
El Gobierno de Frente Unido, 1960-64 (anticomunista) preparó un nuevo decreto de Reforma Agraria dando varias concesiones a los dueños más ricos y sacando muchos de los beneficios conferidos a los campesinos en el decreto de Reformas Agrarias anterior. El pueblo de Kerala y K. R. Gouri Amma tuvieron que esperar por otros diez años antes de que un nuevo decreto de Reforma Agraria aboliera el poder de los dueños de tierras más ricos y le diera las tierras a los trabajadores y fuera implementada de forma exitosa.

### Ministra en el 2.º Ministerio de E. M. S. Namboodiripad
En 1967 las elecciones del Gobierno de Frente Izquierdo Democrático bajo el ministro en Jefe de E.M.S. Namboodiripad llegaron al poder. En él, K. R. Gouri Amma sirvió como ministra de Ingresos, Impuesto de Ventas, Suministros Civiles, Ley y Bienestar Social dese marzo de 1967 a octubre de 1969. Movió un número de enmiendas progresivas y radicales al decreto de las Reformas Agrarias pasadas por el Gobierno anterior. Cuando fue implementado, el poder de los dueños de tierra más ricos fue abolido en Kerala. 3.5 millones de inquilinos y aproximadamente 500 000 Kudikidappukar fueron hechos dueños de su tierra. Más de un lakh de acres de tierra fueron declarados como tierra de superávit y fueron distribuidos entre los trabajadores en áreas rurales.

### Ministra en el primer ministerio de E. K. Nayanar
Del 25 de enero de 1980 hasta el 20 de octubre de 1981 K. R. Gouri Amma fue nombrada ministra de Agricultura, Bienestar Social, Industrias, Supervisión y Administración de Justicia en el Primer Ministerio de E. K. Nayanar.

### Ministra en el segundo ministerio de E. K. Nayanar
En el Segundo Ministerio de E. K. Nayanar (1987-1991) también fue designada ministra de Industrias y Bienestar Social, Supervisión y Administración de Justicia. Después de que este ministerio tuviera algunas diferencias con el partido, hizo que más tarde fuera desbancado del Partido Comunista (marxista) en 1994.

### Janathipathiya Samrakshana Samithy
En 1994 fue expulsada del CPI (M). Posteriormente estableció un nuevo partido político llamado Janathipathiya Samrakshana Samithy (JSS). JSS terminó por unirse al Frente Unido Democrático, los archirrivales del Frente Izquierdo Democrático al que el CPI (M) pertenece.

### Ministra en el tercer ministerio de A. K. Antony ministerio
Fue nombrada como ministra de Agricultura en el tercer ministerio de A. K. Antony (17 de mayo de 2001 - 29 de agosto de 2004).

### Ministra en el primer ministerio de Oommen Chandy
Oommen Chandy juró como el ministro en Jefe de Kerala el 31 de agosto de 2004 después de la dimisión polémica de A. K. Antony dos días antes, el 29 de agosto de 2004. Gouri Amma fue como ministra de Agricultura, Conservación de Tierra, Supervisión de Tierra, Corporación de Depósitos, Desarrollo Diario, Cooperativas Lácteas, Universidad de Agricultura, Ganadería y Materias Orgánicas en el primer ministerio de Oommen Chandy (31 de agosto de 2004 - 12 de mayo de 2006).

### Últimos años
A pesar de que Gouri Amma estuvo comprometida en conflictos políticos con el partido Comunista por muchos años, llegó a ser más cercana al partido en sus últimos días. Era la última miembro del Primer Ministerio Counista en permanecer influyente en la política de Kerala. KR Gouri Amma obtuvo el adiós mayor para un comunista. Fue cremada en el Valiya Chudukad en Alappuzha, donde el memorial de los mártires históricos de Punnapra-Vayalar está ubicada dónde fieles comunistas como P Krishna Pillai, R Sugathan, George Chadayammuri y además, el marido de Gouri Amma y dirigente comunista Thomas, fueron puestos a descansar. Según algunas fuentes, Gouri Amma expuso en años pasados su deseo de ser cremada allí.

### Posiciones mantenidas
K. R. Gouri Amma ha sido asociada con numerosos movimientos sociales y políticos:
- Presidente de Kerala Karshaka Sangam de 1960 a 1984.
- Presidente de Kerala Mahila Sangam de 1967 a 1976.
- Secretario de Kerala Mahila Sangam de 1976 a 1987.
- Miembro de secretaría del CPI Comité Estatal.
- Establecido el Janathipathiya Samrakshana Samithy (JSS) en 1994.
- Secretario general del Janathipathiya Samrakshana Samithy.

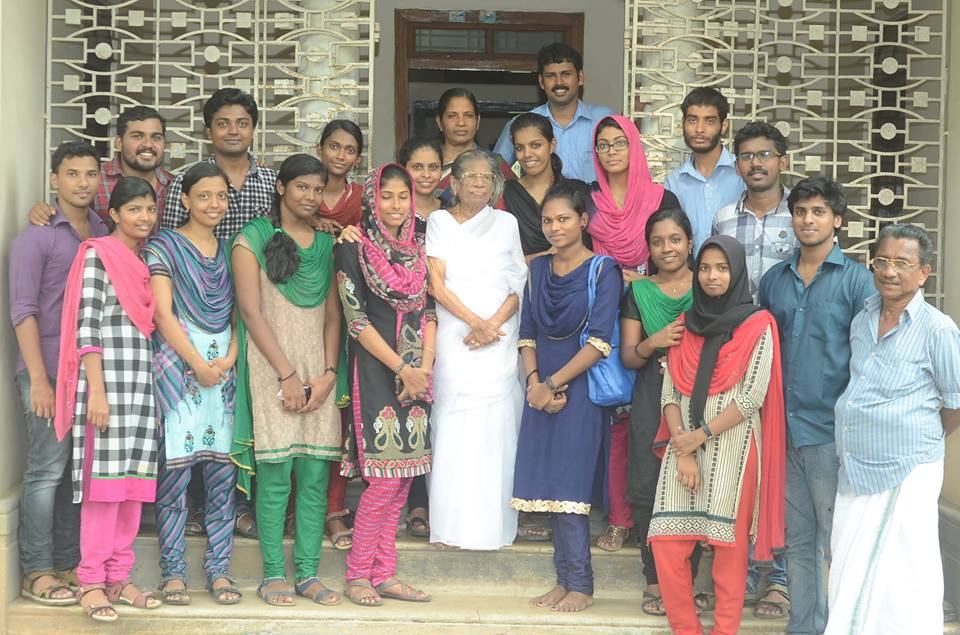
K R Gouri Amma con un grupo de jóvenes voluntarios del Kerala Sasthra Sahithya Parishad en su residencia en Alappuzha el 1 de mayo de 2015

## Premios

### Premio de la Academia Sahitya de Kerala
Ha publicado una autobiografía titulada Atmakatha, la cual ganó el Premio de la Academia Sahitya de Kerala en 2011.

## Muerte
Gouri Amma ingresó al hospital PRS Thiruvananthapuram debido a fiebre, problemas de respiración y dolencias urinarias y murió allí de una infección el 11 de mayo de 2021 a la edad de 101 años.

## En la cultura popular
Lal Salam es un película dramática política de idioma indio malayala de 1990 dirigida por Venu Nagavalli y producido bajo la K. R. G. Release. Protagonizan Mohanlal, Murali, Geetha, y Urvashi en roles principales. Esta película fue un éxito de taquilla en India, mostrándose en siete ciudades por más de 150 días.
La historia se mueve alrededor de dos fases de las vidas de tres camaradas - antes y después del encarcelamiento de Sakhavu Stephen Nettooran (Mohanlal - personificando a Varghese Vaidyan), Sakhavu D.K. Antony (Murali - personificando a T. V. Thomas) y Sakhavu Sethulakshmi (Geetha - personificando a K. R. Gowri Amma) - miembros del Partido Comunista de India (CPI).
Ministro en jefe K. R. Gouthami fue una cinta de 1994 basada en la vida de K. R Gouri Amma. Esta película fue hecha en 1994 después de que K.R Gouri fuera desbancada de CPIM. Las estrellas de la película Geetha, Vijayaraghavan, Devan y Sukumari en los roles principales.
En 2020, The Wire publicó una revisión de la película aclamada, notando que había recibido el estado de película de culto.